# کراسنویه (شهرستان کراسننسکی، استان بلگورود)
کراسنویه (انگلیسی: Krasnoye, Krasnensky District, Belgorod Oblast) یک شهرک در بخش کراسننسکی استان بلگورود کشور روسیه است.